# Corgatha sasakii
Corgatha sasakii är en fjärilsart som beskrevs av Matsumura 1920. Corgatha sasakii ingår i släktet Corgatha och familjen nattflyn. Inga underarter finns listade i Catalogue of Life.